# Fosse Blignières
Pour les articles homonymes, voir Blignières.
La fosse Blignières de la Compagnie des mines d'Anzin est un ancien charbonnage du Bassin minier du Nord-Pas-de-Calais, situé à Wavrechain-sous-Denain. Les deux puits sont commencés en 1893, et la fosse commence à produire quatre ans plus tard. Des cités sont bâties près de la fosse. Les terrils nos 165, 166 et 166A, sont édifiés au sud de la fosse. Celle-ci est détruite durant la Première Guerre mondiale. Elle est reconstruite dans des proportions similaires, tout en conservant encore le puits d'aérage no 2 sans chevalement.
La Compagnie des mines d'Anzin est nationalisée en 1946, et intègre le Groupe de Valenciennes. Elle concentre en 1948 la fosse Renard. Alors qu'elle devrait cesser d'extraire en 1955 au profit d'une concentration sur la fosse d'Hérin qui aurait été remise à l'extraction, la fosse Blignières ferme en 1953, et ses puits sont comblés deux ans plus tard. Les terrils sont partiellement exploités.
Au début du XXIe siècle, Charbonnages de France matérialise les têtes des puits Blignières nos 1 et 2. Les cités, constituées de peu d'habitations, ont été revendues à des particuliers. Les terrils sont devenus des espaces verts. Il subsiste un bâtiment de la fosse, ses murs d'enceintes, ainsi que les ruines de sa cokerie et de son lavoir.

## La fosse

### Fonçage
La Compagnie des mines d'Anzin commence en 1893 le fonçage des deux puits de la fosse Blignières, à Wavrechain-sous-Denain, entre les fosses d'Hérin, Enclos et Renard.
Les puits traversent le « torrent d'Anzin » sans trop difficultés, il faut dire que la compagnie a eu le temps de perfectionner ses procédés depuis le fonçage des puits de la fosse Dutemple à Valenciennes en 1764. Le diamètre du puits no 1 est de 4,25 mètres. Il existe deux cuvelages en fonte dans le puits no 1 : le premier s'étend de 6,20 à 36,75 mètres, le second de 62,35 à 78,95 mètres. Le terrain houiller est atteint à la profondeur de 76,55 mètres.
La fosse est nommée en l'honneur de M. de Blignières, administrateur de la Compagnie d'Anzin.

### Exploitation
La fosse commence à produire en 1897. Bien que située le long de la ligne de Lourches à Valenciennes, la fosse Blignières dispose d'un embranchement ferroviaire, long de plus d'un kilomètre, prenant naissance à partir de la ligne de Somain à Péruwelz. Détruite lors de la Première Guerre mondiale, elle est reconstruite dans des proportions similaires, le puits no 1 est équipé d'un chevalement métallique, contrairement au puits no 2 qui n'en a pas et assure l'aérage.
La Compagnie des mines d'Anzin est nationalisée en 1946, et intègre le Groupe de Valenciennes. La fosse Blignères concentre en 1948 l'exploitation de la fosse Renard, sise à Denain à 3 500 mètres à l'ouest, celle-ci cesse d'extraire. La fosse Blignières cesse d'extraire en 1953, il était pourtant prévu de la faire cesser d'extraire deux ans plus tard, et de la concentrer sur la fosse d'Hérin, sise à 2 825 mètres au nord-est, et de remettre cette dernière en extraction.
La fosse Blignières a produit 5 437 000 tonnes de houille. Ses puits nos 1 et 2, respectivement profonds de 561 et 565 mètres, sont comblés en 1955. Les accrochages du puits no 1 étaient établis à 120, 200, 310, 420 et 550 mètres. Lorsque le puits no 1 est comblé, les recettes sont fermées par des barrages en bois, des schistes sont déversés de 561 à 90 mètres, de l'argile de 90 à 60 mètres, et des schistes à nouveau jusqu'au jour. La dalle de béton est coulée en 1957. Les installations sont ensuite détruites.

### Reconversion
Les installations de surveillance du puits no 1 sont installées en 1988 et 1992. Un sondage de décompression S13 est entrepris à 379 mètres au sud-est du puits no 1 du 10 juillet au 11 septembre 1991. D'un diamètre de 19,4 centimètres, il a atteint la profondeur de 142 mètres,.
Au début du XXIe siècle, en 2004,, Charbonnages de France matérialise les têtes des puits Blignières nos 1 et 2 avec le dispositif actuel. Le BRGM y effectue des inspections chaque année. De la fosse, il ne subsiste qu'un bâtiment, la route d'accès et des vestiges des murs d'enceinte, mais il reste également les ruines du lavoir et de la cokerie, dont une grande cheminée.

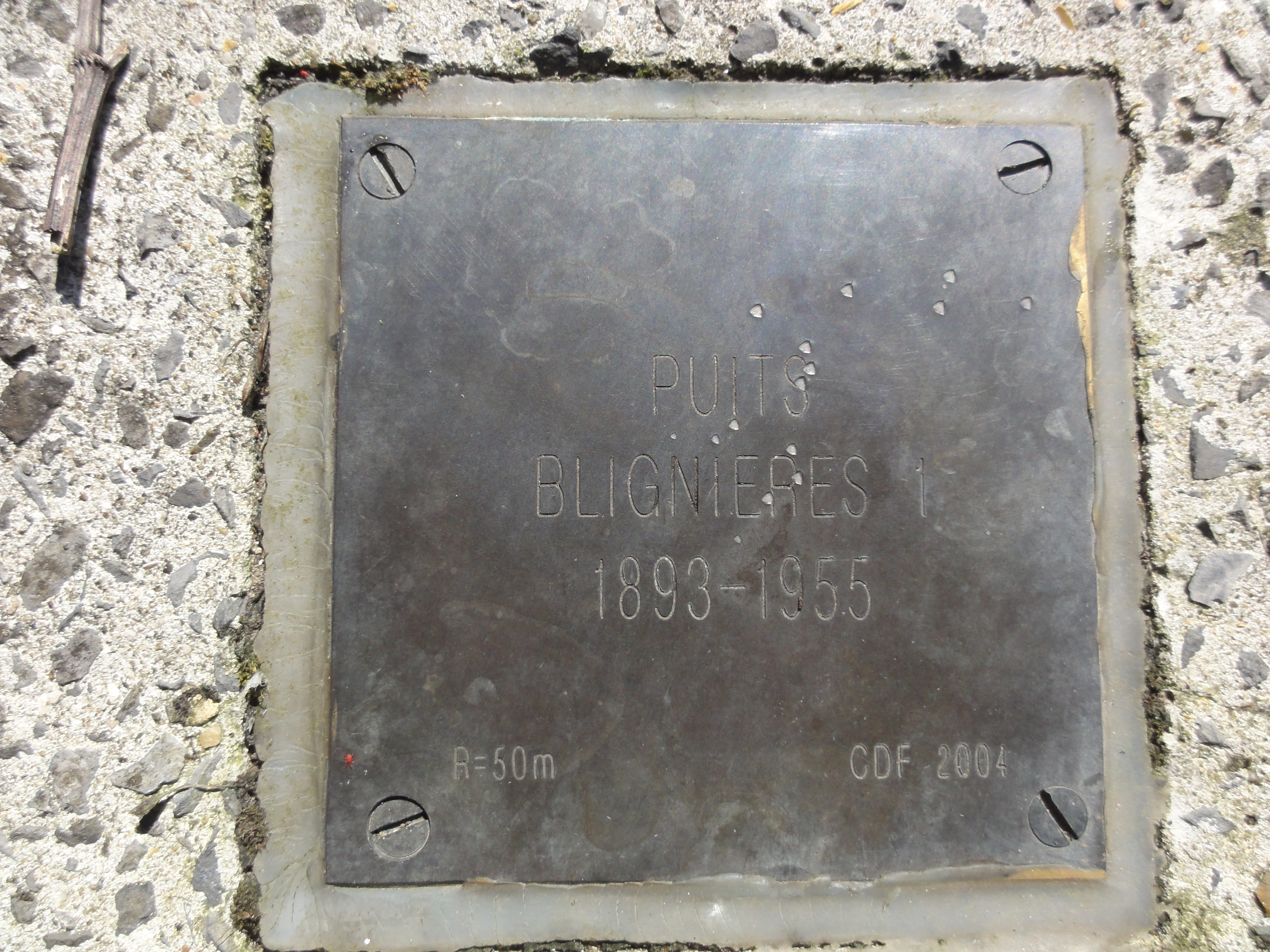
Puits Blignières no 1, 1893-1955.
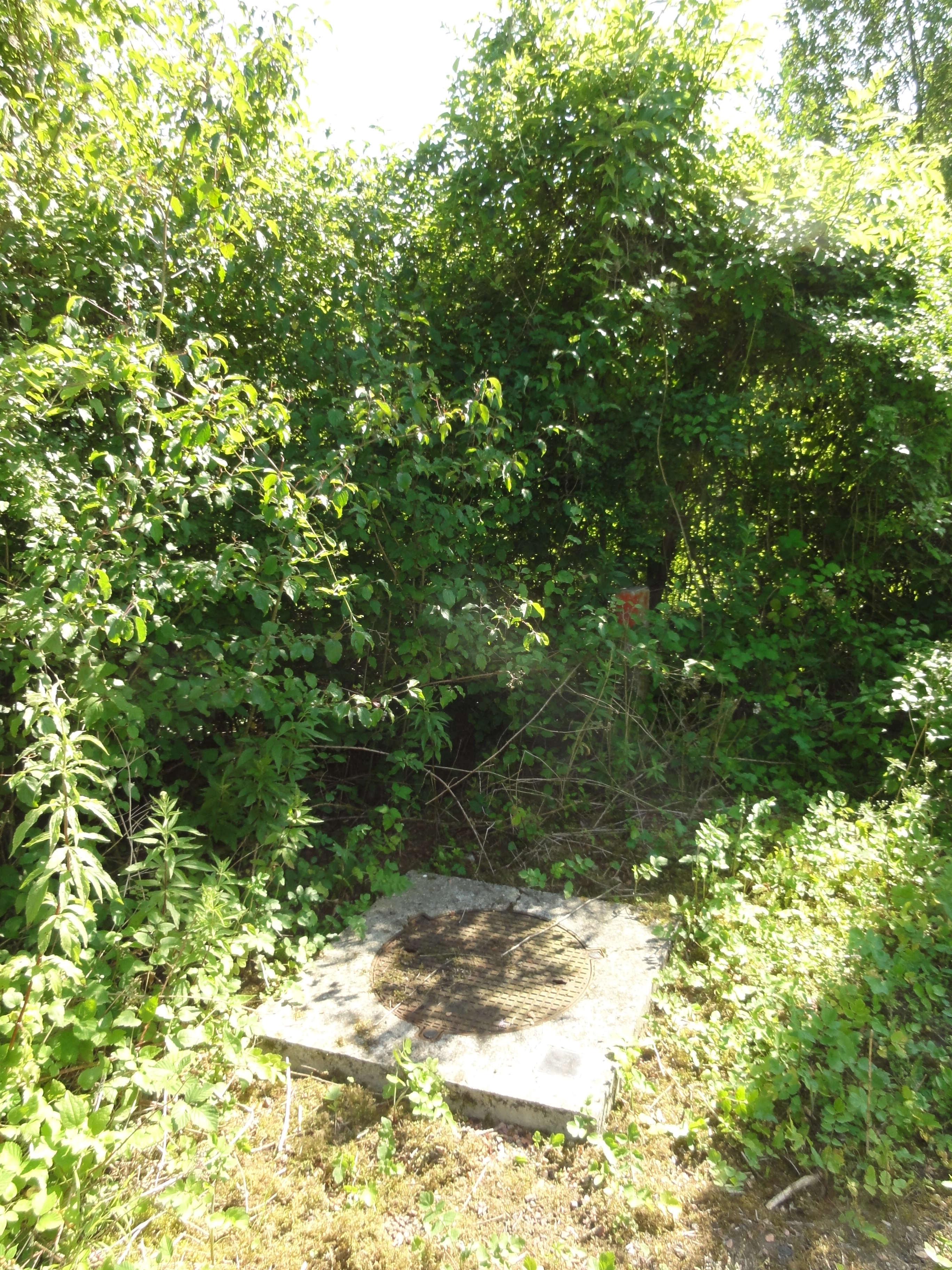
Le puits no 1 dans son environnement.
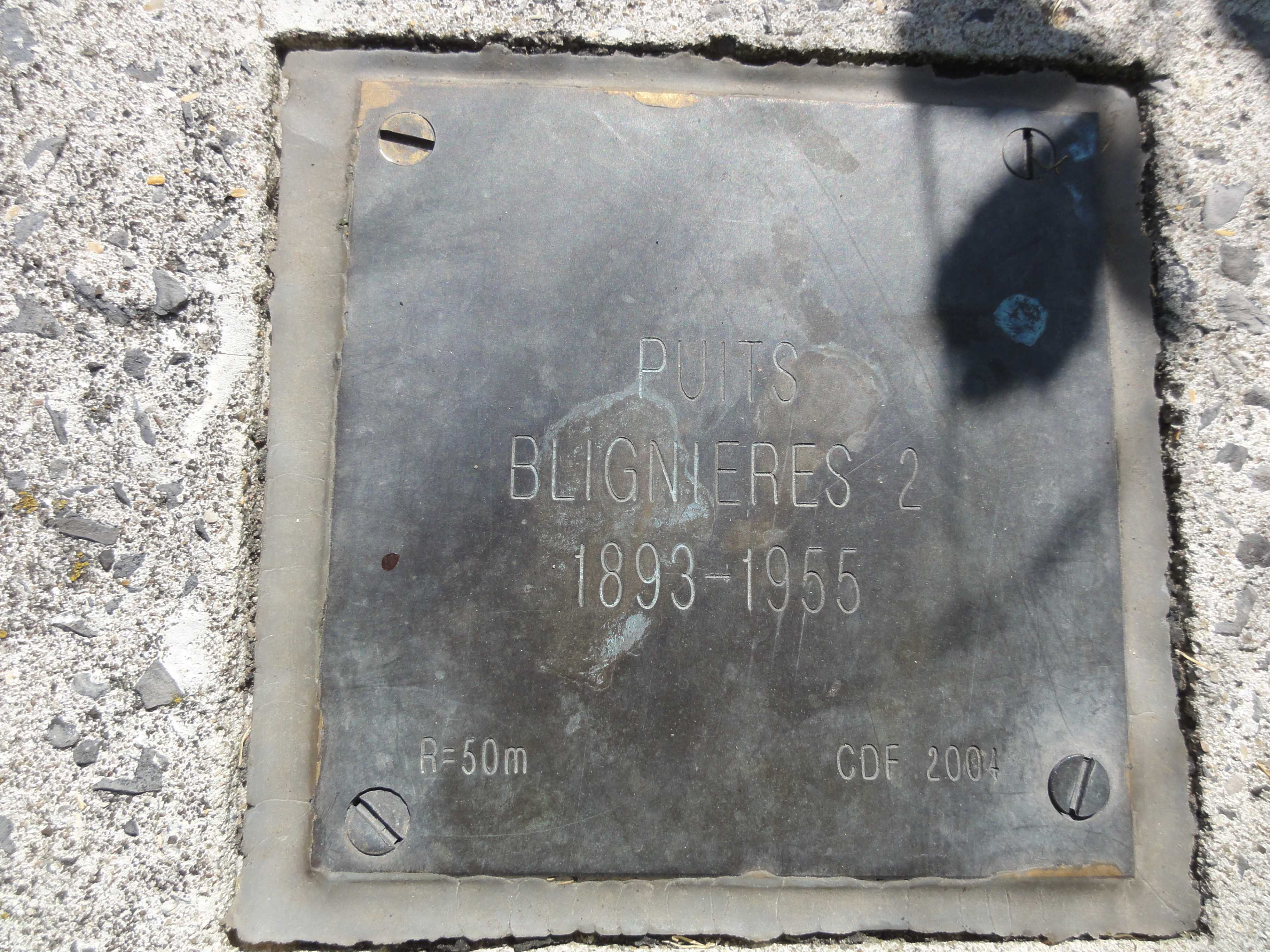
Puits Blignières no 2, 1893-1955.
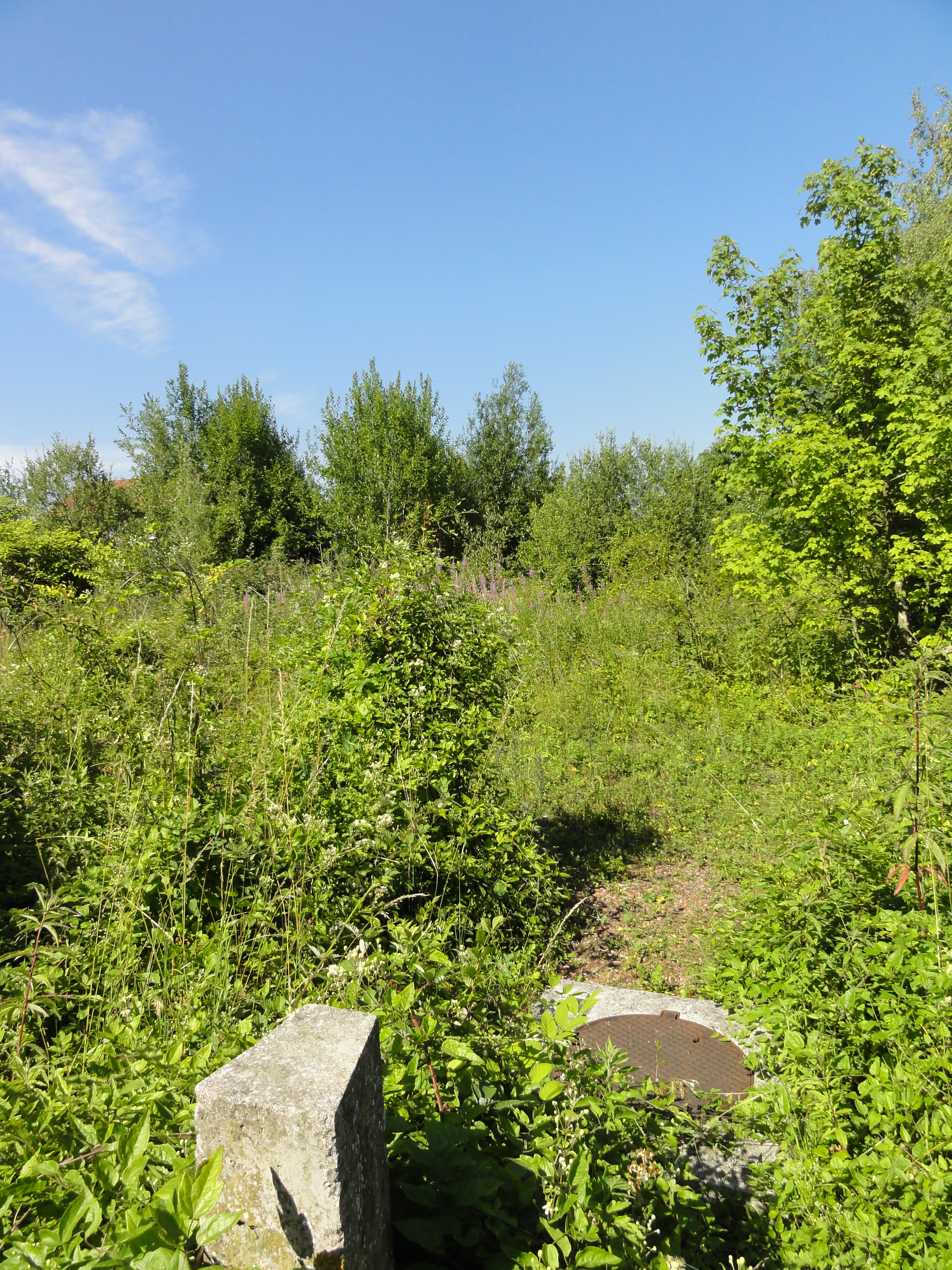
Le puits no 2 dans son environnement.
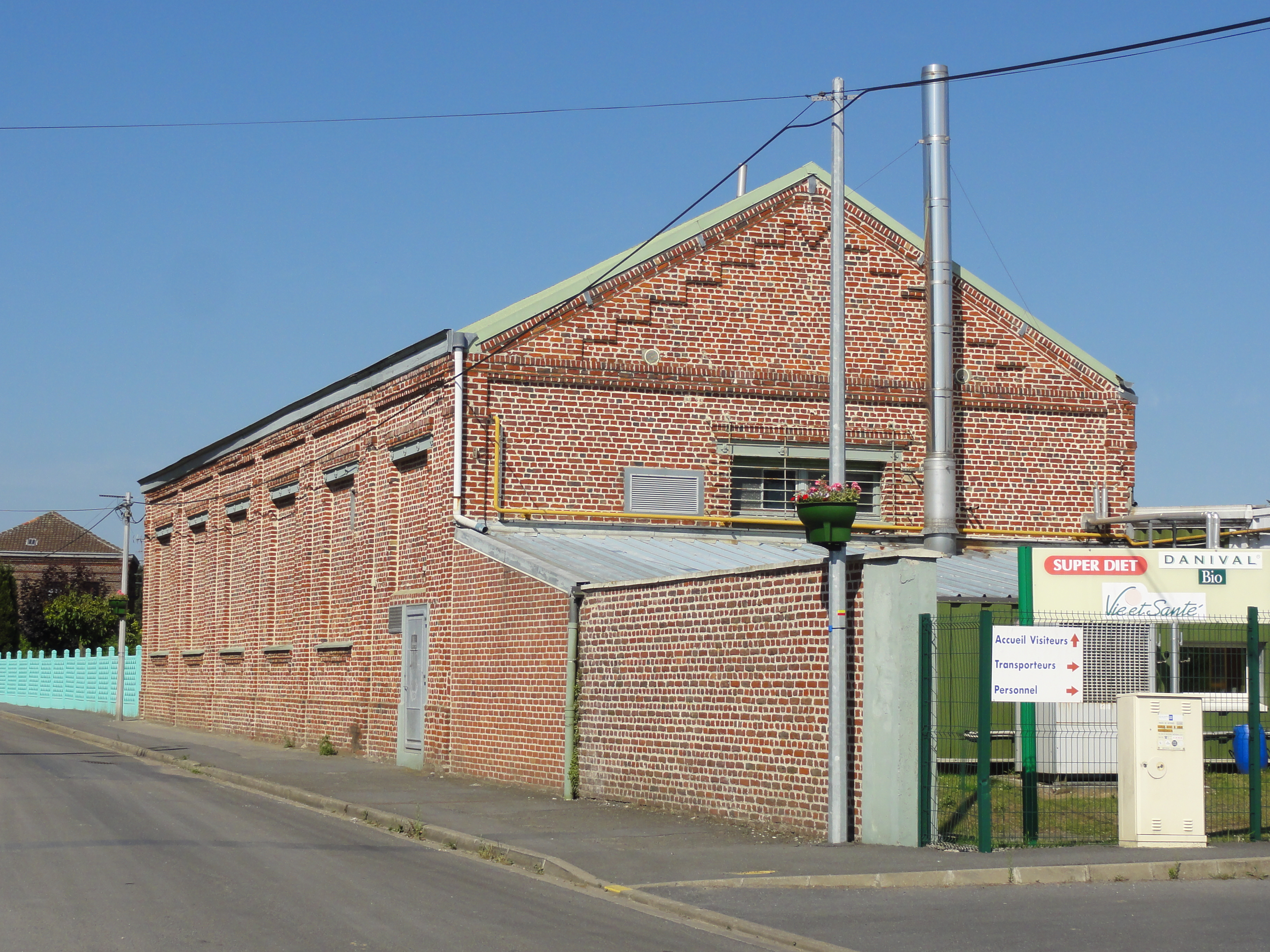
Un des bâtiments de la fosse.
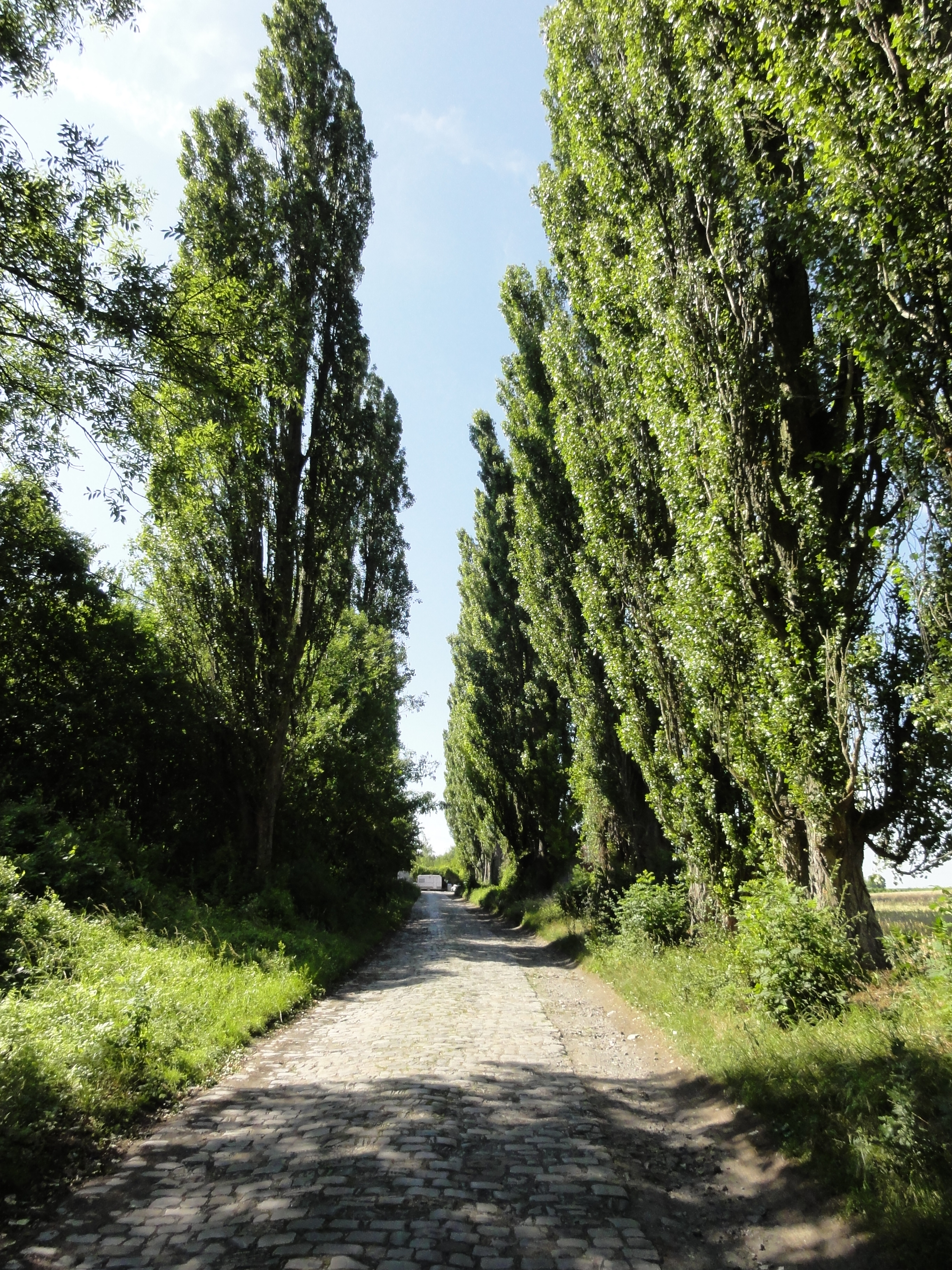
La route d'accès au carreau.
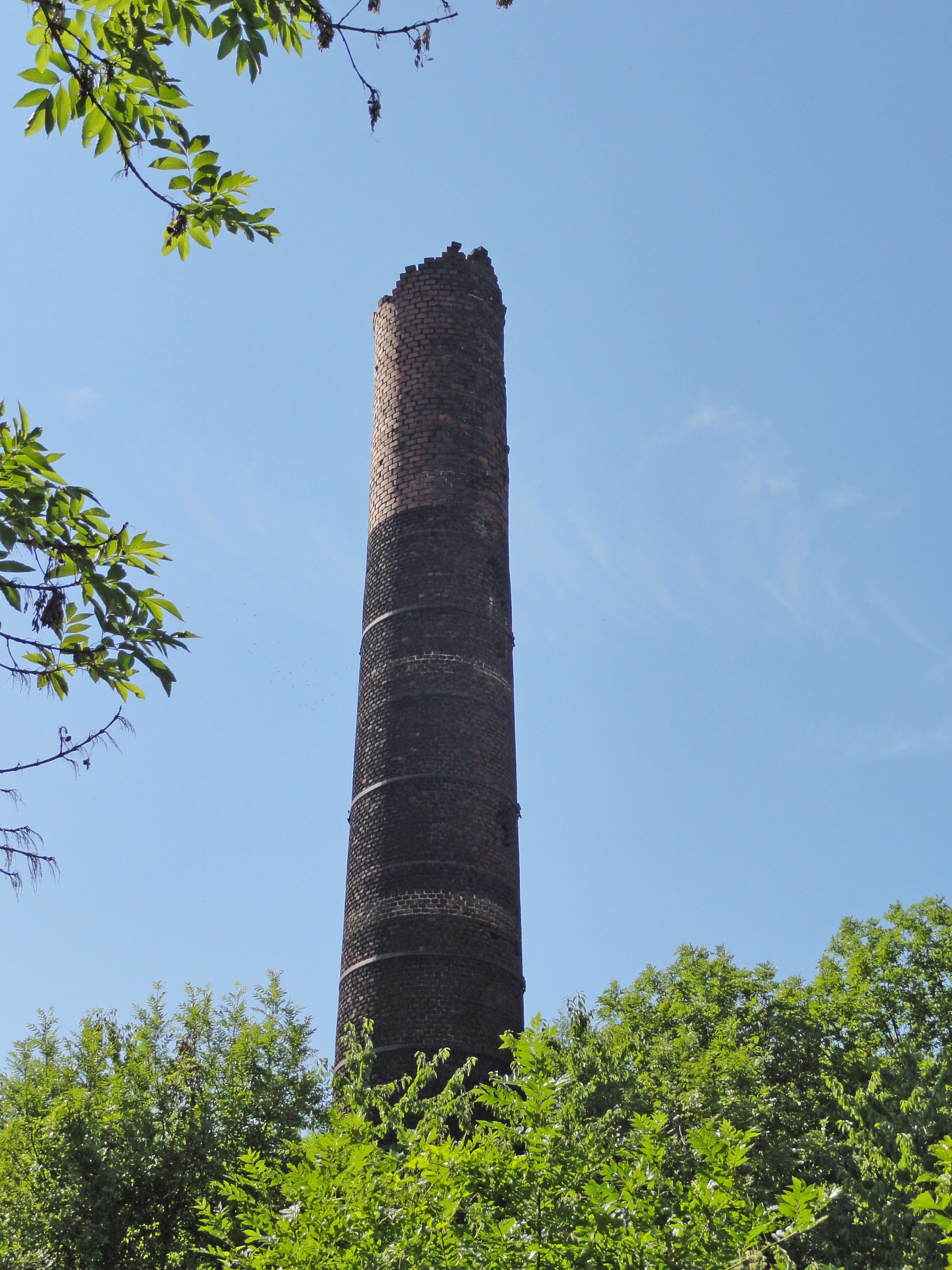
La cheminée.

## Les terrils
Trois terrils résultent de l'exploitation de la fosse.

### Terrilno165, Blignières Ouest

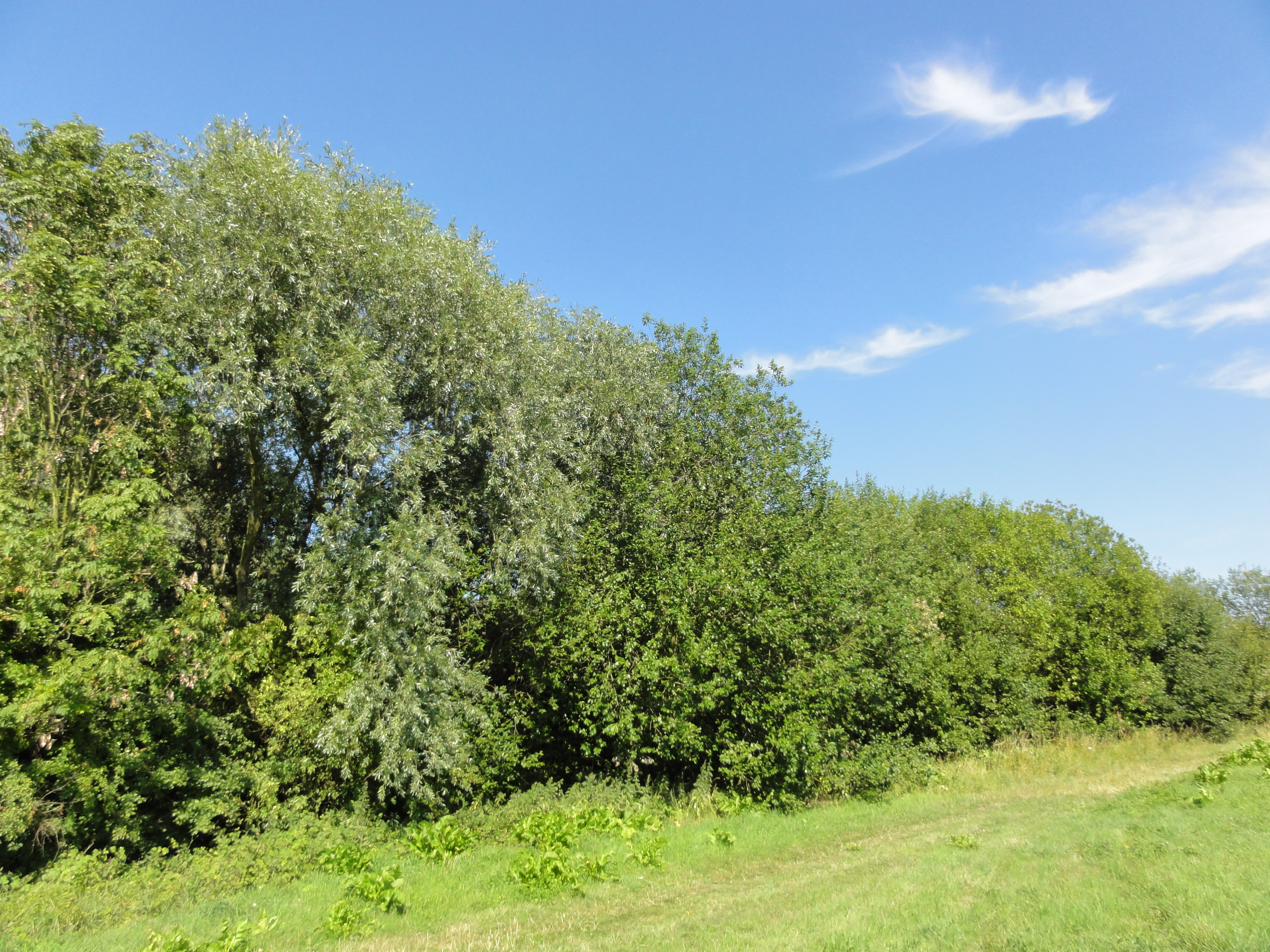
Le terril Blignières Ouest.

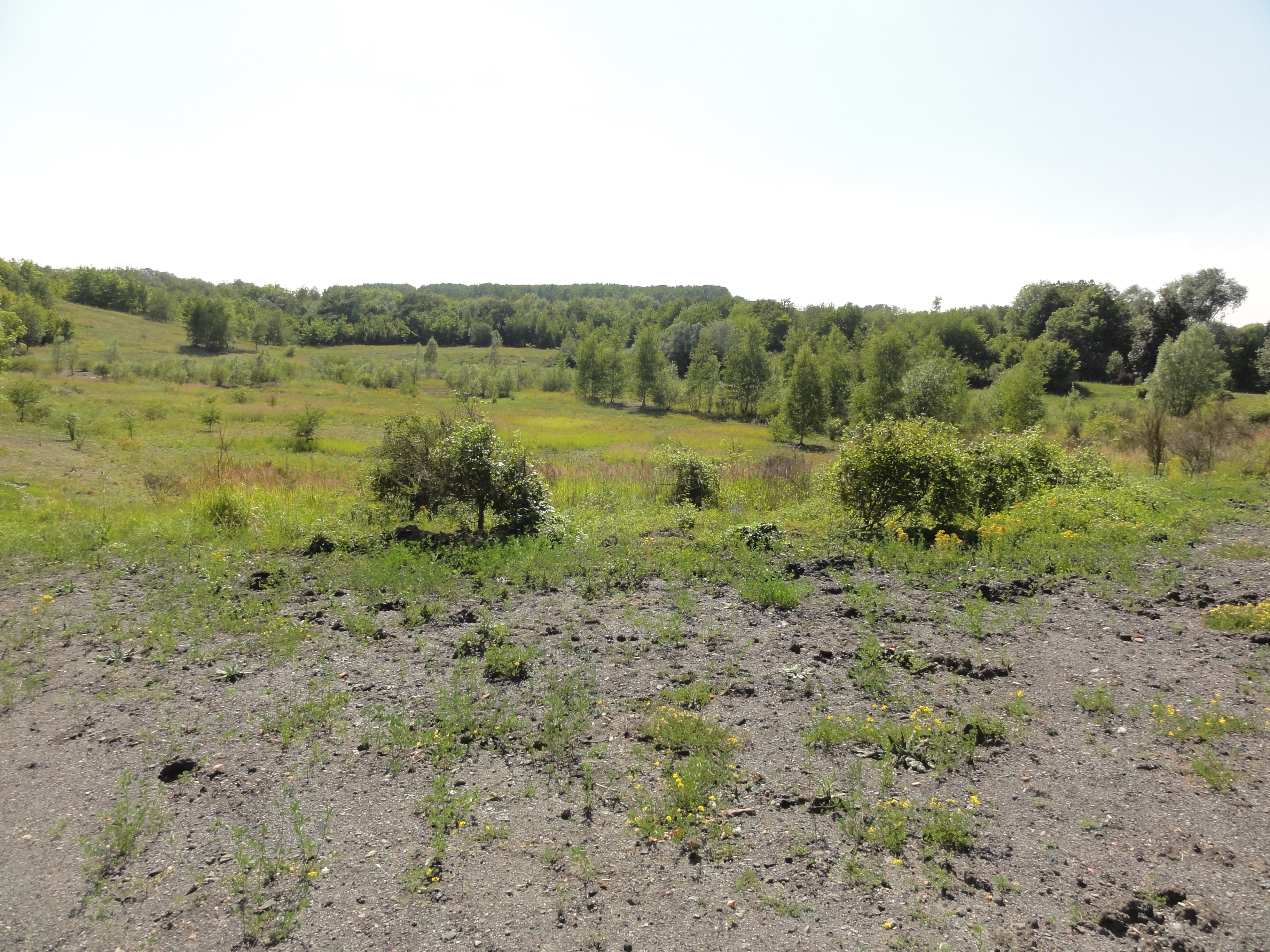
Le terril Blignières Est.

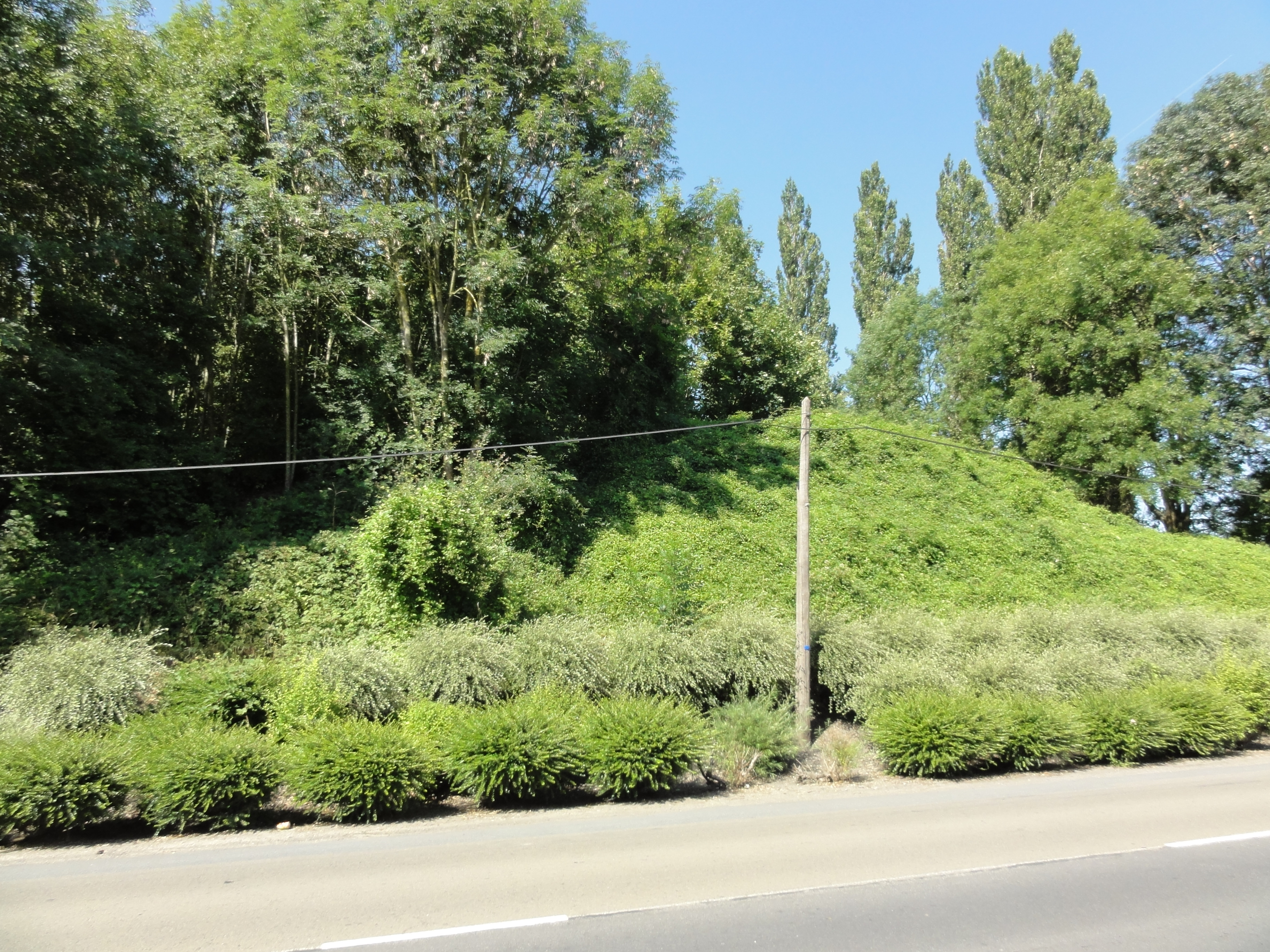
Le terril Blignières Carreau.

50° 19′ 37″ N, 3° 25′ 22″ E
Le terril no 165, Blignières Ouest, situé à Rouvignies, Wavrechain-sous-Denain, et Denain, est un des trois terrils de la fosse Blignières. Partiellement exploité par la société Escaut-Énergie dans les années 1980, il est situé au sud de la fosse, et à l'ouest de la ligne de Lourches à Valenciennes, qui le sépare du terril no 166. Sa hauteur initiale était de 19 mètres.

### Terrilno166, Blignières Est
50° 19′ 38″ N, 3° 25′ 39″ E
Le terril no 166, Blignières Est, situé à Wavrechain-sous-Denain et Rouvignies, est le terril le plus étendu de la fosse Blignières. Partiellement exploité, il est situé à l'est de la ligne de Lourches à Valenciennes, et au nord du canal de l'Escaut. Sa hauteur initiale était de 14 mètres.

### Terrilno166A, Blignières Carreau
50° 19′ 49″ N, 3° 25′ 26″ E
Le terril no 166A, Blignières Carreau, situé à Wavrechain-sous-Denain, est un petit terril plat accolé au sud du carreau de la fosse Blignières des mines d'Anzin. Il est localisé à l'est de la ligne de Lourches à Valenciennes, et a été partiellement exploité.

## Les cités
Des cités ont été bâties près de la fosse.

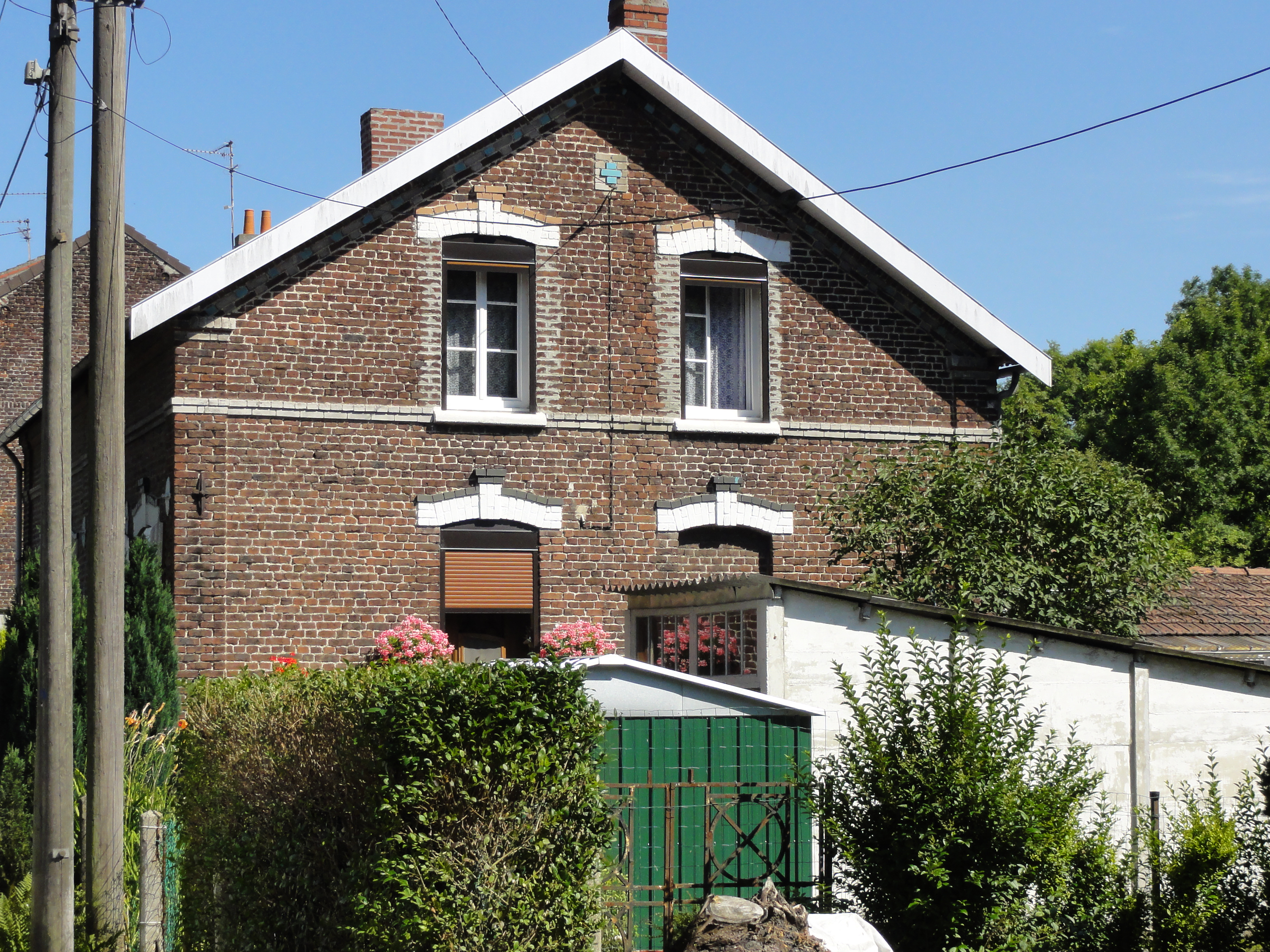
Des habitations groupées par deux.
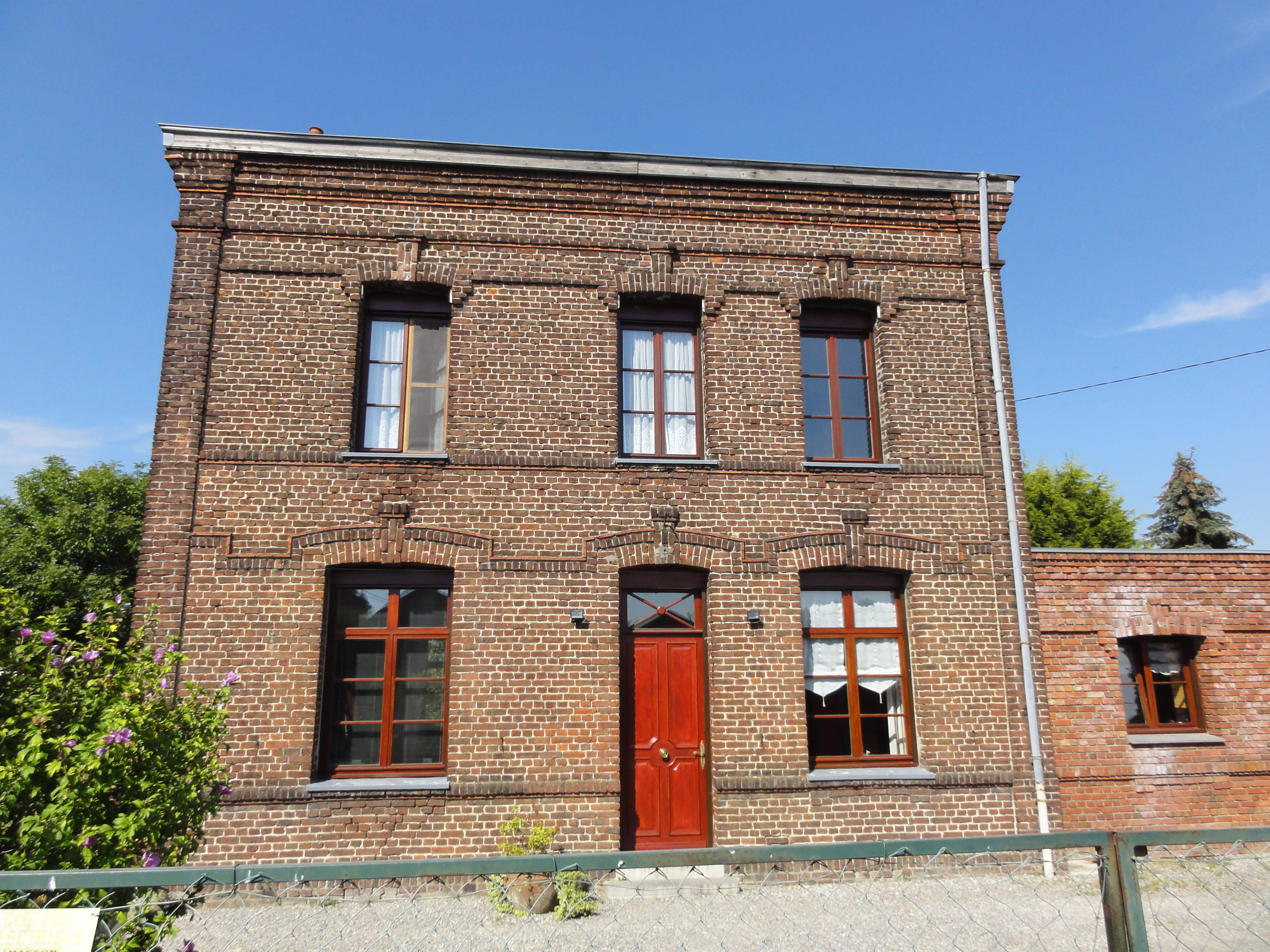
Une habitation d'ingénieur.
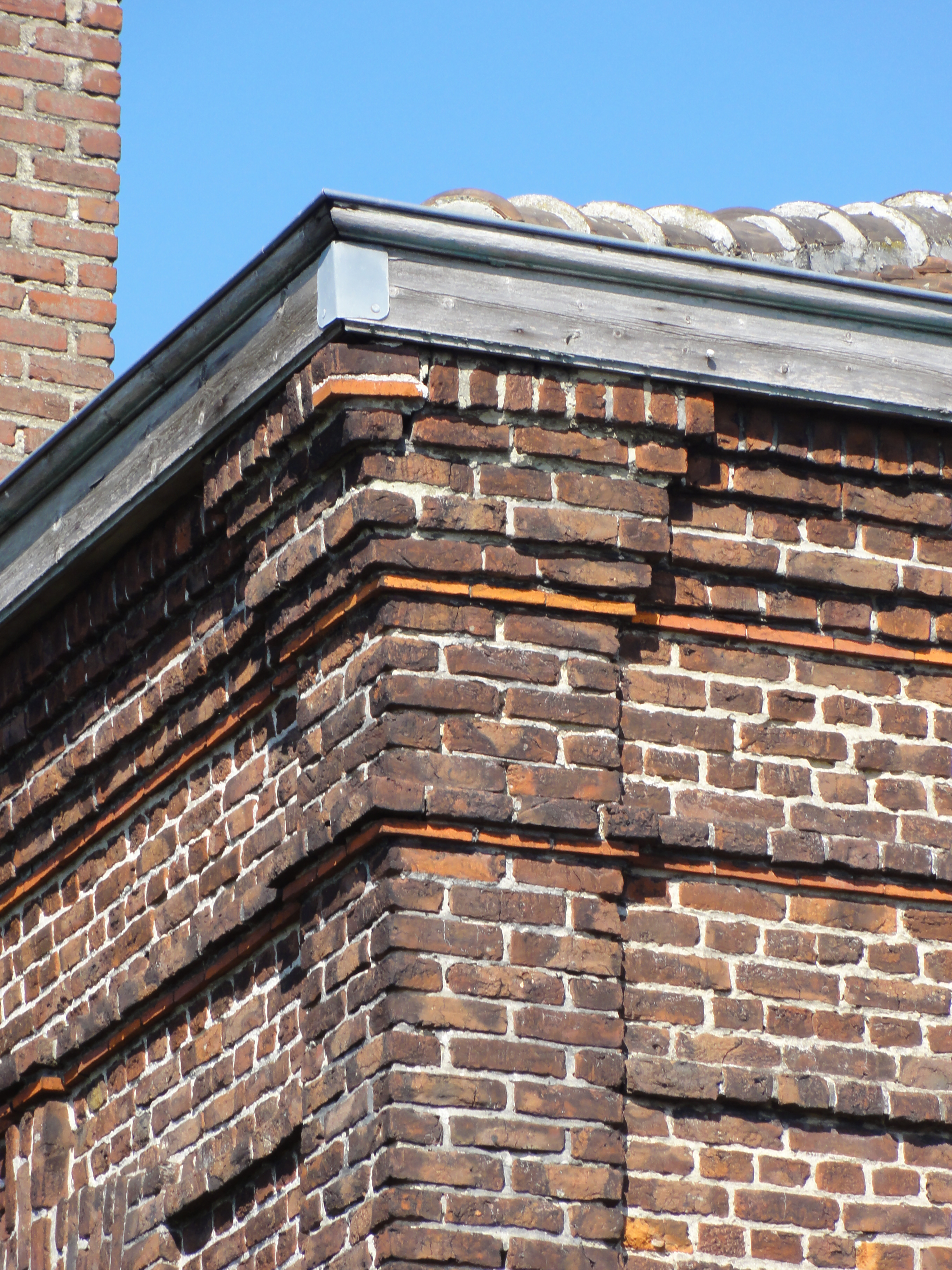
Un agencement propre à la Compagnie d'Anzin.
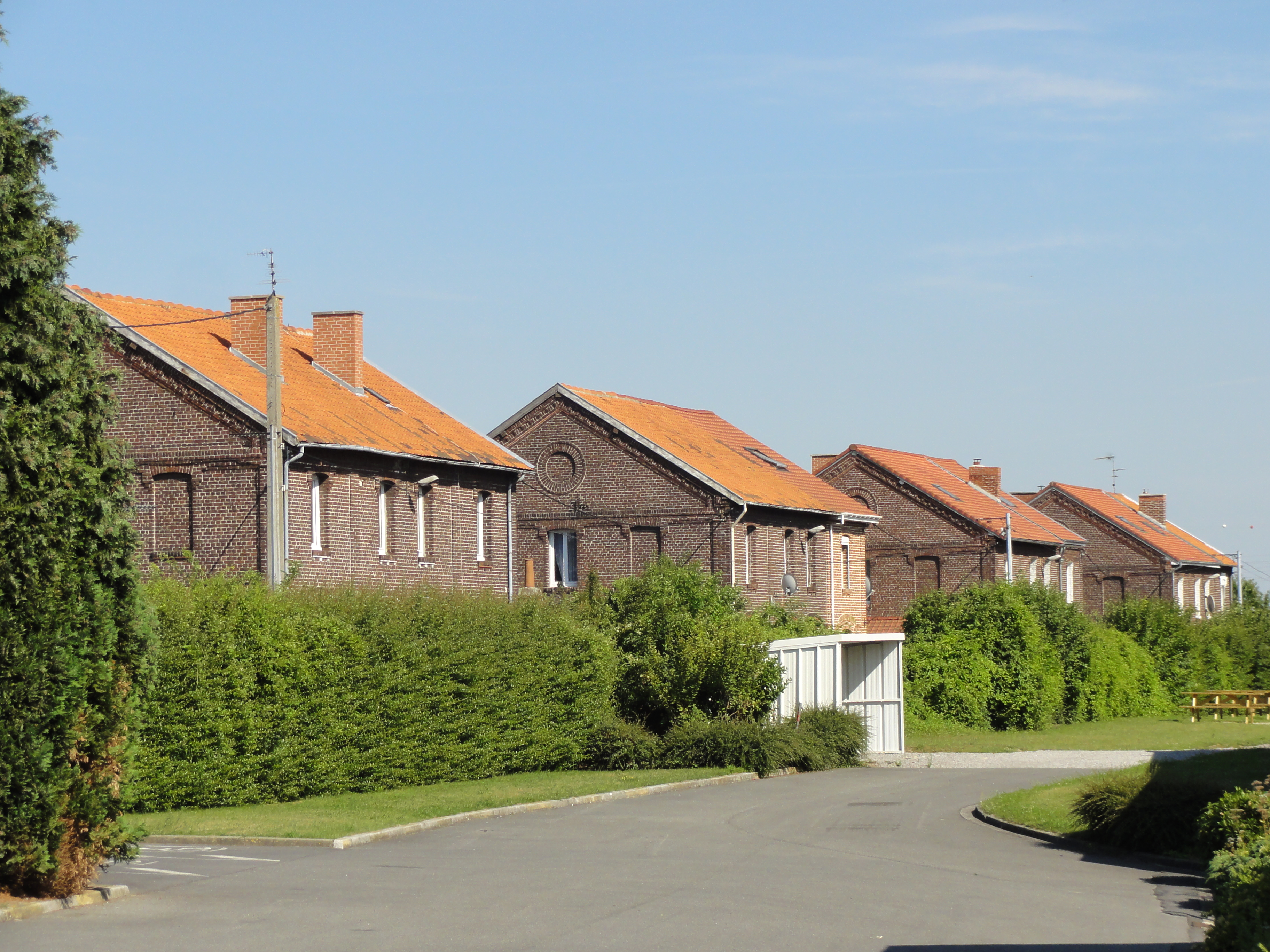
L'alignement des habitations des contremaîtres.
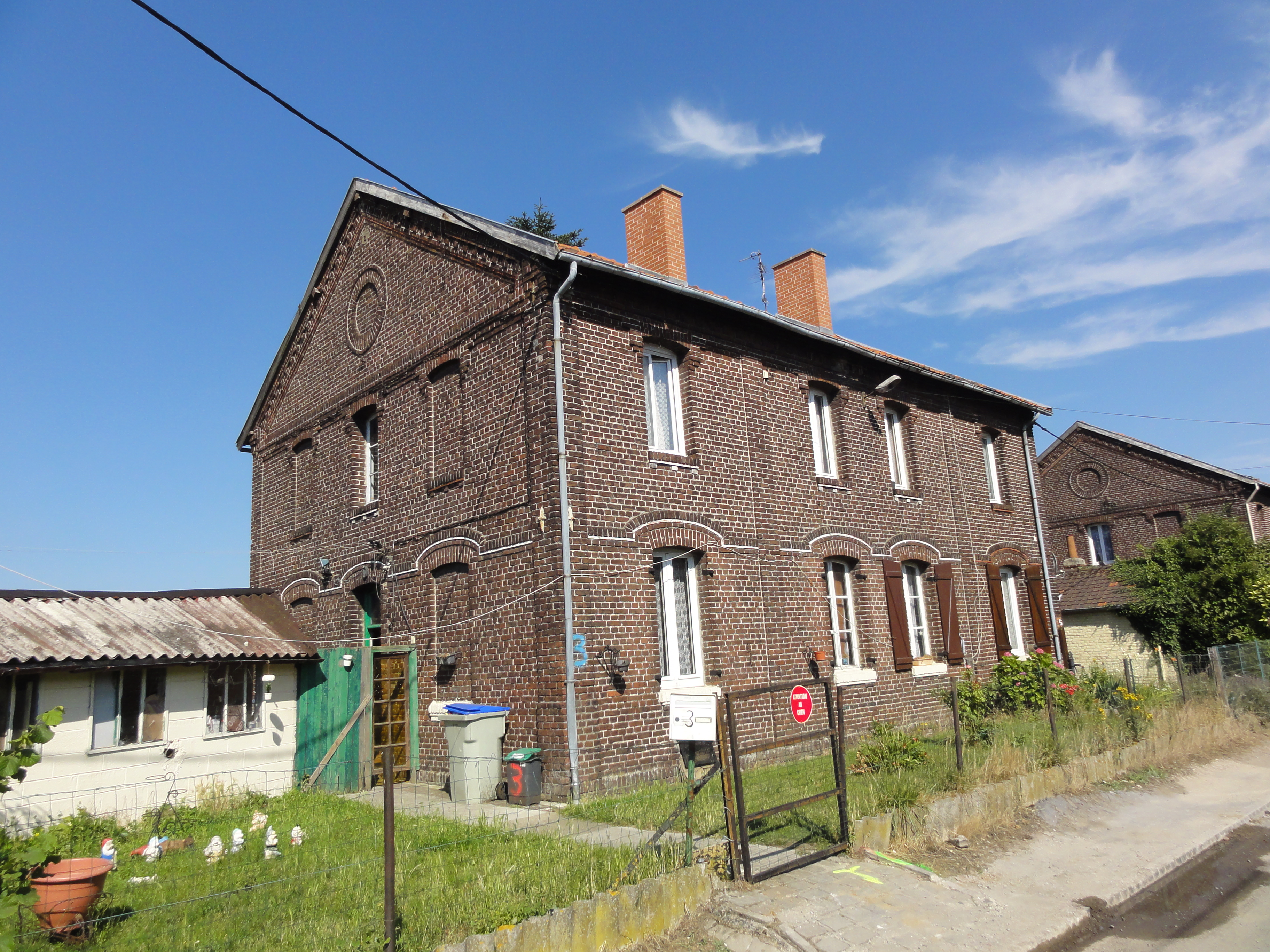
Des habitations groupées par deux.
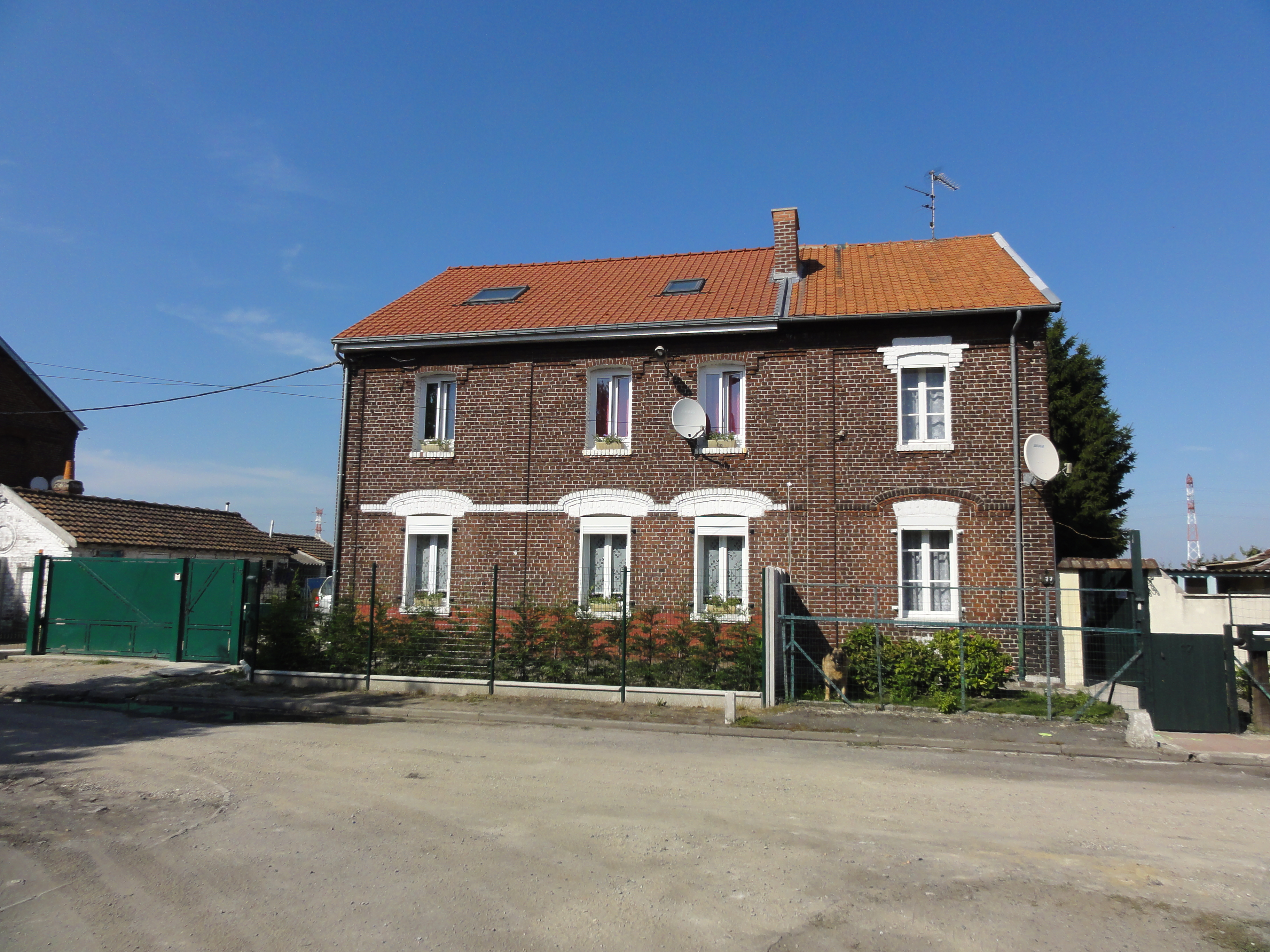
Des habitations groupées par deux.